# Иван Стефановић
Иван Стефановић (Београд, 22. јул 1970) српски је филмски и телевизијски редитељ.

## Биографија
Филмску режију на Факултету драмских уметности уписао је 1991 године.
Радио је као асистент на филму Горана Марковића Тито и ја. Са кратким играним филмом Ругалице и убице учествовао је на Мартовском фестивалу у Београду 1994. године. Наредне године је заједно са двојицом својих колега, Срданом Голубовићем и Дејаном Зечевићем режирао омнибус филм Пакет аранжман.
За свој део омнибуса на фестивалу у Сопоту 1995. добио је главну награду за режију најбољег филма. Године 1997. завршио је трогодишњи рад на документарном филму o рок групи Дарквуд даб, који је учествовао на Мартовском фестивалу у Београду 1998. године.
Паралелно са тим радио је документарне програме за телевизију, музичке видео спотове и све врсте наменских филмова. Дипломирао је на Факултету драмских уметности 1999. године као студент са најбољим просеком из предмета филмска режија. Дипломски рад му је био документарни филм o историји ФДУ. Исте године је постао асистент приправник на предмету Филмска режија.
Од првог Егзит фестивала у Новом Саду радио је као редитељ телевизијских реклама и промотивних спотова, a од 2005. до 2016. и као редитељ преноса концерта из главног програма фестивала.
У периоду од 1999 до 2004. године радио је емисије и спотове за Анем и телевизију Б92. Током 2004. године режирао је играну серију Лифт, која се приказивала на РТС-у по сценарију Срђана Карановића.
Током 2005. и 2006. године као редитељ сарадник (редитељ две екипе) потписао је другу сезону серије Стижу долари и прву сезону популарне серије Бела Лађа.
Од 2007. године режирао је тв-серије уз Михаила Вукобратовића као главни редитељ серијале Оно наше што некад бејаше и Бела лађа.
Највећи успех постиже самосталном режијом серије Цват липе на Балкану 2011 године. У јануару 2014. године премијерно је приказан његов први дугометражни играни филм у биоскопима Кад љубав закасни. Самостално је режирао и популарне серије Самац у браку и Једне летње ноћи.
Као помоћни редитељ учествовао је у реализацији популарне серије Истине и лажи и у припремама за режију серије Синише Павића, Јунаци нашег доба.
Предаје на ФДУ, на предмете Филмска режија и Основе телевизијске режије као ванредни професор. Тренутно је шеф катедре за филмску и ТВ режију.
Живи и ради у Београду.

## Режија

### Филмови и ТВ серије
| Год.       | Назив                                          | Жанр            | Награда |
| ---------- | ---------------------------------------------- | --------------- | ------- |
| 1992.      | Тито и ја                                      | асистент режије |         |
| 1994.      | Ругалице и убице                               | редитељ         |         |
| 1995.      | Урнебесна трагедија                            | асистент режије |         |
| 1995.      | Пакет аранжман (филм) - прва прича "Мачо трип" | редитељ         |         |
| 2001.      | Муње                                           | асистент режије |         |
| 2004.      | Лифт                                           | редитељ         |         |
| 2005-2006. | Стижу долари                                   | редитељ 2 екипе |         |
| 2006-2007. | Бела лађа                                      | редитељ 2 екипе |         |
| 2007.      | Оно наше што некад бејаше                      | редитељ         |         |
| 2007-2012. | Бела лађа                                      | редитељ         |         |
| 2011.      | Цват липе на Балкану                           | редитељ         |         |
| 2014.      | Кад љубав закасни                              | редитељ         |         |
| 2014.      | Самац у браку                                  | редитељ         |         |
| 2015.      | Једне летње ноћи                               | редитељ         |         |
| 2018-2019. | Истине и лажи                                  | редитељ         |         |
| 2019.      | Група                                          | редитељ         |         |
| 2019-2020. | Јунаци нашег доба                              | редитељ         |         |
| 2020.      | Случај породице Бошковић                       | редитељ         |         |
| 2023.      | Деца зла                                       | редитељ         |         |
| 2024.      | Тајкун                                         | редитељ         |         |
| 2025.      | Михољско лето (серија)                         | редитељ         |         |

### Документарни филмови
- Све боје интернета (2017 РТС), играно документарна серија
- Кад палиш пали боље (2004. Б92), документарни филм
- Мафија не убија на ускрс (2003. Б92), документарни филм
- Оковани Прометеј" (2003. РТС), кратки играни филм
- 50 година Факултета драмских уметности (1998. ФДУ), документарни филм
- У недоглед (1998. Б92), документарни филм
- 150 година Архитектонског факултета (1996), документарни филм